# Cosmodrome Games
Cosmodrome Games ist ein 2011 gegründeter russischer Spieleverlag, der sich auf die Entwicklung und Veröffentlichung von Brettspielen konzentriert. Er gehört nach eigenen Angaben zu den größten Brettspielverlagen Russlands und arbeitet international mit verschiedenen anderen Verlagen zusammen.

## Ludografie (Auswahl)
Der Verlag publiziert vor allem eigene Spiele sowie Spiele anderer Verlage als Lizenzausgaben für Russland. Die Spiele sind in der Regel auf Russisch, seit 2017 auch und häufig zusätzlich auf Englisch.
- 2014: 500 злобных карт
- 2014: Glastonbury (Гластонбери; Günter Burkhardt)
- 2015: Exlibrium (Yury Yamshchikov)
- 2015: Suburbia (Ted Alspach)
- 2017: WTF: Whisky Table Friends (Alexey Konnov, Alexey Paltsev, Anatoliy Shklyarov, Trehgrannik)
- 2017: Tremble, Humans! (Ivan Kraev)
- 2017: Natives (Индейцы; Alexey Konnov, Alexey Paltsev, Anatoliy Shklyarov, Trehgrannik)
- 2017: Monster Diner (Anna Voinova)
- 2017: Intrigues of Asgard, Neubearbeitung von Exlibrium (Yury Yamshchikov)
- 2017: Cutie Race (Гонки няшек; Sergey Pritula)
- 2017: Catham City (Котэм Сити; Yury Yamshchikov)
- 2017: Blots
- 2018: Zakaznik
- 2018: Privacy (Детектор правды)
- 2018: Tremble, Humans! Card Game (Ivan Kraev)
- 2018: Smartphone Inc. (Ivan Lashin)
- 2018: Pandorum (Alexey Konnov, Alexey Paltsev, Anatoliy Shklyarov, Trehgrannik)
- 2018: Go Figure (Andrey Kolupaev)
- 2018: First Contact (Первый контакт; Damir Khusnatdinov)
- 2018: Escape Tales: The Awakening (Клаустрофобия: Пробуждение; Jakub Caban, Matt Dembek, Bartosz Idzikowski)
- 2019: Skytopia: In the Circle of Time (Ivan Lashin)
- 2019: Aquatica (Ivan Tuzovsky)